# أدا جيسوس
ميرسي مميسوما أوبي نادي (19 أبريل 1998 - 21 أبريل 2021) المعروفة باسم أدا جيسوس ممثلة وكوميدية من نيجيريا.

## النشأة
كانت أدا جيسوس من أورلو إيمو في نيجيريا. تخرجت من جامعة ولاية إيمو.

## الحياة المهنية
بدأت أدا جيسوس في عرض الأزياء وحضور الاختبارات للأفلام والمسلسلات التلفزيونية بعد تخرجها من الجامعة. عملت أيضًا كمدبرة منزل لطيار متقاعد، قبل أن تبدأ حياتها المهنية ككوميدية ارتجالية حيث غنت في الأحداث والعروض. أصبحت آدا جيسوس مشهورة عندما بدأت في نشر تمثيليات كوميدية بلغة الإيغبو على الإنستغرام وفيس بوك في عام 2018.